# Kombinacja afiniczna
Kombinacja afiniczna – szczególny przypadek kombinacji liniowej w przestrzeniach liniowych, mający zastosowania przede wszystkim w przestrzeniach afinicznych, a więc i euklidesowych; z tego względu istotne w geometrii euklidesowej.

## Definicja formalna
Niech {\displaystyle V} będzie przestrzenią liniową nad ciałem {\displaystyle K.} Kombinacja afiniczna wektorów {\displaystyle \mathbf {x} _{1},\dots ,\mathbf {x} _{n}\in V} o współczynnikach {\displaystyle a_{1},\dots ,a_{n}\in K} to wektor
{\displaystyle \sum _{i=1}^{n}~a_{i}\mathbf {x} _{i}=a_{1}\mathbf {x} _{1}+\ldots +a_{n}\mathbf {x} _{n},}
nazywany kombinacją liniową wektorów {\displaystyle \mathbf {x} _{1},\dots ,\mathbf {x} _{n}\in V,} którego suma współczynników wynosi {\displaystyle 1,} czyli
{\displaystyle \sum _{i=1}^{n}~a_{i}=1.}

## Przykłady
Płaszczyzna {\displaystyle \mathbb {R} ^{2}}
Wektor {\displaystyle \mathbf {x} =[1,2]} jest kombinacją afiniczną
{\displaystyle \mathbf {x} =a_{1}\mathbf {x} _{1}+a_{2}\mathbf {x} _{2}}
wektorów {\displaystyle \mathbf {x} _{1}=[0,2]} oraz {\displaystyle \mathbf {x} _{2}=[-1,2]} ze współczynnikami {\displaystyle a_{1}=2,a_{2}=-1,} gdyż
{\displaystyle [1,2]=2[0,2]+(-1)[-1,2].}
Ten sam wektor {\displaystyle \mathbf {x} } jest kombinacją afiniczną {\displaystyle \mathbf {x} _{1}=\mathbf {x} _{2}=\mathbf {x} } z dowolnymi współczynnikami sumującymi się do jedności, np. powyższymi lub {\displaystyle {\tfrac {1}{2}},{\tfrac {1}{2}}.}
Przestrzeń {\displaystyle \mathbb {R} ^{3}}
Wektor {\displaystyle \mathbf {x} =[1,-3,2]} może być przedstawiony jako kombinacja afiniczna (jest to zarazem kombinacja wypukła)
{\displaystyle \mathbf {x} =a_{1}\mathbf {x} _{1}+a_{2}\mathbf {x} _{2}+a_{3}\mathbf {x} _{3}}
wektorów {\displaystyle \mathbf {x} _{1}=[1,0,2],\;\mathbf {x} _{2}=[2,4,3],\;\mathbf {x} _{3}=[0,-8,1]} o współczynnikach {\displaystyle a_{1}={\tfrac {1}{2}},a_{2}={\tfrac {1}{4}},a_{3}={\tfrac {1}{4}},} ponieważ
{\displaystyle [1,-3,2]=[{\tfrac {1}{2}}+{\tfrac {2}{4}}+{\tfrac {0}{4}},{\tfrac {0}{2}}+{\tfrac {4}{4}}-{\tfrac {8}{4}},{\tfrac {2}{2}}+{\tfrac {4}{4}}+{\tfrac {1}{4}}]={\tfrac {1}{2}}[1,0,2]+{\tfrac {1}{4}}[2,4,3]+{\tfrac {1}{4}}[0,-8,1].}